# 環の根基
環論という数学の分野において、環の根基 (radical of a ring) は環の「悪い」元からなるイデアルである。
根基の最初の例は冪零根基であった。これは (Wedderburn 1908) のサジェスチョンに基づいて、(Köthe 1930) で導入された。次の数年間でいくつかの他の根基が発見された。それらのうち最も重要な例はジャコブソン根基である。根基の一般論は (Amitsur 1952, 1954, 1954b) と Kurosh (1953) によって独立に定義された。

## 定義
根基の理論において、環は通常結合的なものを考えるが、可換である必要はなく、単位元をもつ必要はない。特に、環のすべてのイデアルはまた環である。
根基クラス (radical class)（根基性質 (radical property) や単に根基 (radical) とも呼ばれる）は単位元の存在を仮定しない環のクラス σ であって、以下を満たすものである：
(1) σ に入っている環の準同型像はまた σ に入る。
(2) すべての環 R は σ に入っているすべての他のイデアルを含む σ に入っているイデアル S(R) を含む。
(3) S(R/S(R)) = 0。イデアル S(R) は R の根基、あるいは σ-根基と呼ばれる。
そのような根基の研究は torsion theory と呼ばれる。
環の任意のクラス δ に対して、それを含む最小の根基クラス Lδ が存在し、δ の lower radical と呼ぶ。作用素 L を lower radical operator と言う。
環のクラスはクラスに入っている環のすべての 0 でないイデアルがクラスに入る 0 でない像をもつとき正則 (regular) と呼ばれる。環のすべての正則クラス δ に対して、最大の根基クラス Uδ が存在し、δ の upper radical と呼ばれ、δ との共通部分は 0 である。作用素 U は upper radical operator と呼ばれる。
環のクラスは、クラスに入っている環のすべてのイデアルがまたクラスに属しているときに、遺伝的 (hereditary) と呼ばれる。

## 例

### ジャコブソン根基
R を可換とは限らない任意の環とする。R のジャコブソン根基 (Jacobson radical of R) はすべての単純右 R-加群の零化イデアルの共通部分である。
ジャコブソン根基のいくつかの同値な特徴づけが存在する。例えば：
- J(R) は R の正則極大右（あるいは左）イデアルの共通部分である。
- J(R) は R のすべての右（あるいは左）原始イデアルの共通部分である。
- J(R) は R の極大右（あるいは左）準正則右（resp. 左）イデアルである。

冪零根基のように、この定義を任意の両側イデアル I に拡張することが J(I) を射影 R→R/I の下での J(R/I) の原像と定義することによってできる。
R が可換であれば、ジャコブソン根基は常に冪零根基を含む。環 R が有限生成 Z-代数であれば、冪零根基はジャコブソン根基に等しく、より一般的に： 任意のイデアル I の根基は I を含む R のすべての極大イデアルの共通部分に常に等しい。これは R がジャコブソン環であると言っている。

### Baer根基
環 R の Baer 根基はR の素イデアル全部の共通部分である。同値だが、それはR の最小の半素イデアルである。Baer 根基は冪零環のクラスの lower radical である。次のようにも呼ばれる。"lower nilradical"（そして Nil∗R と表記される）、"prime radical"、"Baer-McCoy radical"。Baer 根基のすべての元は冪零であり、そのためそれは冪零元イデアルである。
可換環に対して、これは単に冪零根基であり、イデアルの根基の定義が密接に従う。

### upper nil radical あるいは Köthe radical
環 R の冪零元イデアル全体の和は upper nilradical Nil*R あるいは Köthe radical であり、R の唯一の最大の冪零元イデアルである。Kötheの予想は任意の左冪零元イデアルがその nilradical に入るかどうかを問う。

### 特異根基
（非可換でもよい）環の元はある本質左イデアルを零化するときに左特異 (singular) であると言う。つまり、r が左特異とは、ある本質左イデアル I に対して Ir = 0 ということである。環 R の左特異元全体の集合は両側イデアルであり、左特異イデアルと呼ばれ、{\displaystyle {\mathcal {Z}}(_{R}R)\,} と表記される。{\displaystyle N/{\mathcal {Z}}(_{R}R)={\mathcal {Z}}(_{R/{\mathcal {Z}}(_{R}R)}R/{\mathcal {Z}}(_{R}R))\,} であるような R のイデアル N は {\displaystyle {\mathcal {Z}}_{2}(_{R}R)} と表記され、R の特異根基 (singular radical) あるいはゴルディートーション (Goldie torsion) と呼ばれる。特異根基は素根基（可換環の場合にはこれは冪零根基である）を含むが、可換環の場合ですら、それを真に含むかもしれない。しかしながら、ネーター環の特異根基は常に冪零である。

### レヴィツキ根基
Levitzki 根基は最大の局所的冪零イデアルとして定義され、群論のHirsch–Plotkin 根基とアナロガスである。環がネーターであれば、Levitzki 根基はそれ自身冪零イデアルであり、それゆえ唯一の最大左、右、あるいは両側冪零イデアルである。

### ブラウン–マッコイ根基
Brown–McCoy 根基（バナッハ代数の理論では強根基 (strong radical) と呼ばれる）は以下の方法の任意で定義できる：
- 極大両側イデアル全体の共通部分
- すべての極大モジュラーイデアルの共通部分
- 単位元をもつすべての単純環のクラスの upper radical

Brown–McCoy 根基は 1 をもつ結合的環よりもはるかに一般的な設定で研究される。

### フォン・ノイマン正則根基
フォン・ノイマン正則環は環 A（単位元を持たない非可換環でよい）であって、すべての a に対してある b が存在して  a = aba となるようなものである。フォン・ノイマン正則環は根基クラスをなす。それは可除代数上のすべての行列環を含むが、冪零元環 (nil ring) は全く含まない。

### アルティン根基
アルティン根基 (Artinian radical) は通常両側ネーター環に対してアルティン加群であるすべての右イデアルの和として定義される。定義は左右対称的であり、実際環の両側イデアルを生み出す。この根基は (Chatters 1980) で概説されているように、ネーター環の研究において重要である。